# Jean William
Jean William Silva (Sertãozinho, 20 de novembro de 1985) é um tenor brasileiro. Criado na pequena cidade de Barrinha, no interior de São Paulo, o cantor lírico é considerado hoje uma das referências da música erudita no Brasil. Apadrinhado pelo maestro João Carlos Martins, já se apresentou diante de personalidades como o Papa Francisco e Príncipe Albert II de Mônaco, além de colecionar apresentações na Europa, nas Américas e na Ásia.

## Início de vida e educação
Jean William foi criado pelos avós na cidade de Barrinha, próximo a Ribeirão Preto. Acompanhado pelo avô, Joaquim Apolinário da Silva, que tocava instrumentos de corda, o jovem tenor começou sua trajetória cantando nas missas da igreja de Barrinha. Na adolescência, chegou a ser vocalista de uma banda de rock, além de se apresentar em casamentos e velórios no interior paulista. Nesse período, venceu um concurso de música cujo prêmio era um curso de canto lírico. Brincando, ele costumava imitar o tenor italiano Luciano Pavarotti. Foi aí que começou a trabalhar seu potencial para a música clássica.
Depois de alguns meses de estudo, fez sua primeira apresentação em um simpósio de educação, com a música Con Te Partirò, do tenor italiano Andrea Bocelli. Nessa ocasião, conheceu a professora Júlia, que investiu em sua carreira. Com o apoio da professora, chegava a estudar até 16 horas por dia para o vestibular.

Em 2004, foi aprovado para o curso de Música, com habilitação em Canto Lírico, na Universidade de São Paulo (USP) Ribeirão Preto, à época vinculado à Escola de Comunicações e Artes (ECA).
“Meu avô foi minha primeira ponte para a música, foi quem me ensinou os primeiros passos na música. Depois do meu avô, alguns anos depois, alguns professores da escola começaram a me incentivar e destaca-se uma, que é a professora Júlia, que foi um grande mecenas, uma pessoa que me ajudou inclusive a entrar na universidade, me encaminhar depois para o universo profissional" (Jean William em entrevista ao jornal A Tribuna Piracicabana)

## Carreira
O cantor conquistou grande reconhecimento ao se tornar o tenor solista da Orquestra Filarmônica Bachiana SESI-SP, sob regência do maestro João Carlos Martins. A relação profissional começou após Jean se apresentar no apartamento do maestro, em 2009. Desde então, trabalham juntos.
"Jean é uma das pessoas mais privilegiadas e disciplinadas, artisticamente falando, que eu conheci na vida. Além de ter o dom de Deus, quando se propõe a cantar alguma coisa, trabalha aquele repertório de uma maneira que quando sobe em um palco, está totalmente preparado. Ele canta muito melhor do que inúmeros cantores que estão fazendo carreira no Brasil, mas vivemos em um país que é, de certa forma, preconceituoso” (João Carlos Martins na biografia oficial do tenor) 
Aos 27 anos, Jean viveu um dos pontos altos de sua trajetória: recebeu um convite para cantar Jesus Christ, You Are My Life, de Marco Frisina, para o Papa Francisco na Jornada Mundial da Juventude, no Rio de Janeiro, em 2013. Católico, ele definiu o convite como um “sonho de infância", dele e dos avós. Além do papa, mais de 1 milhão de pessoas assistiram à apresentação.
Jean acumula apresentações em locais célebres, como o Lincoln Center, em Nova York (EUA), e a Ópera de Monte Carlo, em Mônaco, com o príncipe Albert II na plateia. Também foi ouvido por três ex-presidentes da República (Fernando Henrique Cardoso, Dilma Rousseff e Jair Bolsonaro) e pelo atual, Luiz Inácio Lula da Silva.
Em 2022, o tenor ganhou sua primeira biografia, "O Resumo da Ópera – Como Jean William cresceu e venceu pela música" (Editora Letramento), escrita pelo jornalista Elcio Padovez. O livro é baseado em três anos de pesquisa e conta com mais de 50 entrevistados, entre eles João Carlos Martins e o apresentador Ronnie Von.
Em agosto de 2023, Jean recebeu o título de cidadão paulistano pela Câmara Municipal de São Paulo. Além disso, nesse ano o tenor ganhou também o título de cidadão ribeirão-pretano.

### Óperas encenadas
- O Matrimônio Secreto (Domenico Cimarosa)
- L’Elisir d’Amore (Gaetano Donizetti)
- La Donna Del Lago (Gioachino Rossini)
- O Rapto do Serralho (Wolfgang Amadeus Mozart)
- Il Campanello (Gaetano Donizetti)
- A Flauta Mágica (Wolfgang Amadeus Mozart)
- O Amor das Três Laranjas (Serguei Prokofiev)[20] [21][22][23][24]

### Concertos
- Messa di Gloria (Giacomo Puccini)
- Réquiem (Wolfgang Amadeus Mozart)
- Sinfonia n.º 9 (Ludwig van Beethoven)
- Stabat Mater (Gioachino Rossini)
- Misa Criolla (Ariel Ramírez)[25][26]

### Parcerias musicais no palco
- Alessandra Maestrini
- Chitãozinho & Xororó
- Daniel
- Fabiana Cozza
- Fafá de Belém
- João Carlos Martins
- Laura Pausini
- Luciana Mello
- Luiza Possi
- Sandy
- Simone
- Tiago Abravanel[27][28][29][30][31][32]

## Homenagem

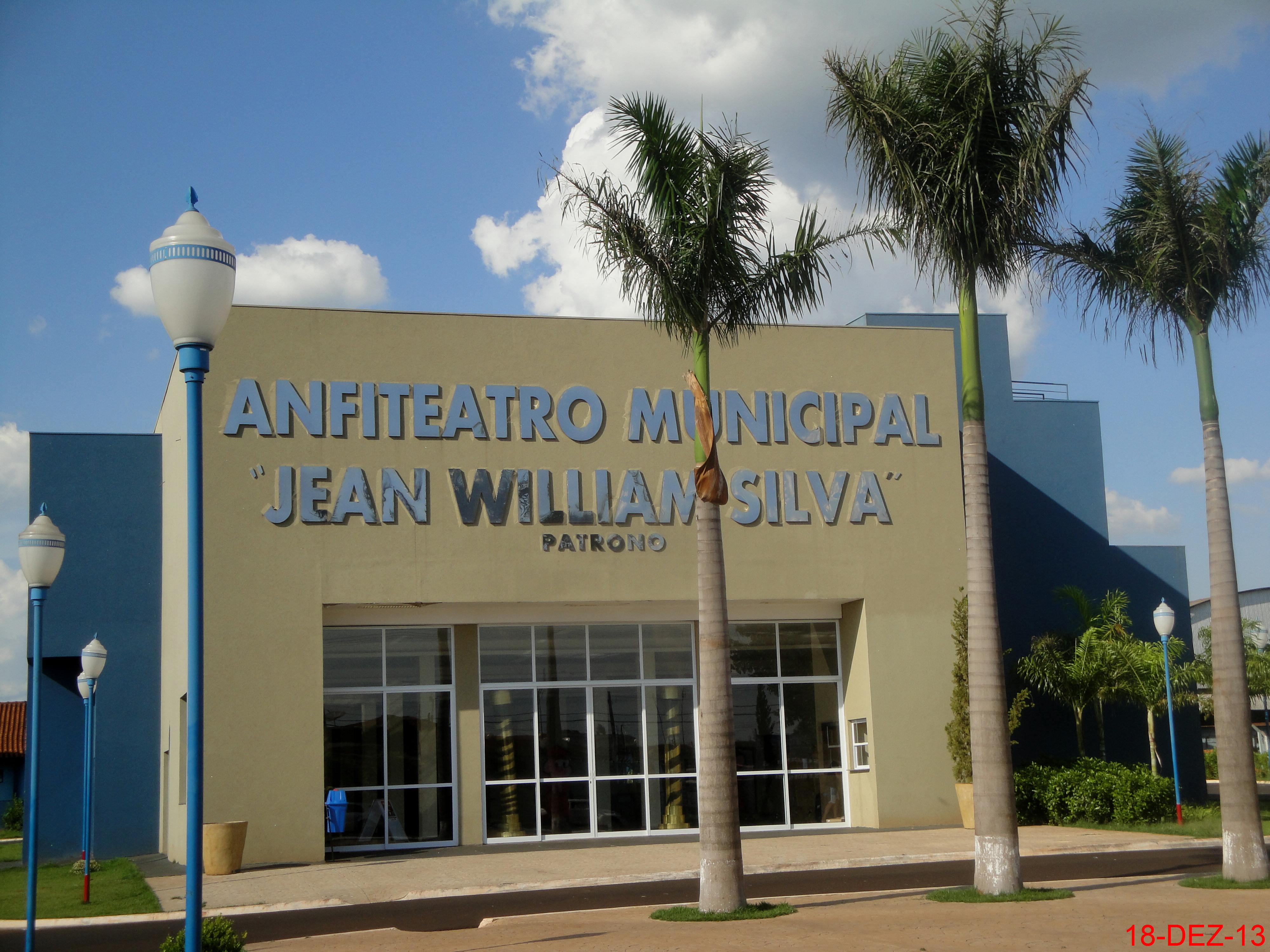
Anfiteatro Municipal Jean William Silva, em Barrinha (SP)

O anfiteatro municipal de Barrinha foi batizado com o nome do tenor. Ele já se apresentou no local em companhia do maestro João Carlos Martins em 2019, com o espetáculo O Cinema em Concert, em homenagem à cidade onde cresceu.
Construído em 2011 na avenida principal de Barrinha, Costa e Silva, o anfiteatro possui dois pavimentos e capacidade para cerca de 1.200 pessoas. Tornou-se um dos cartões-postais de Barrinha, colocando o município no roteiro cultural da região.
Em 2022, o tenor encerrou a turnê Grandes Temas Por Jean William no anfiteatro da cidade, que fica a cerca de 38 quilômetros de Ribeirão Preto. “É uma alegria estar de volta a Barrinha, a minha cidade, para fechar essa turnê que teve apresentações em São Paulo, Rio de Janeiro, Belo Horizonte e Porto Alegre. Com ‘Grandes Temas’, quero aproximar o público da linguagem da música erudita, especificamente da música erudita cantada, que terá uma roupagem diferente e moderna”, afirmou Jean ao entrevista ao site Revide, em outubro de 2022.

## Discografia
- Dois Atos. Volume 1 (2014, Dábliu Discos)[37]
- Dois Atos, Volume 2 (2014, Dábliu Discos)[37]